# Deportes aéreos en los Juegos Mundiales de 2022
Los Deportes aéreos en los Juegos Mundiales de 2022 es uno de los deportes que forman parte de los Juegos Mundiales de 2022 celebrados en Birmingham, Alabama durante el mes de julio de 2022, y que se disputó en el Barber Motorsports Park. El drone racing aparece por primera vez en el programa de los Juegos Mundiales.

## Participantes
- Argentina (2)
- Australia (1)
- Bielorrusia (1)
- República Checa (1)
- Dinamarca (1)
- Francia (4)
- Alemania (4)
- Italia (3)
- Lituania (2)
- Noruega (1)
- Nueva Zelanda (1)
- Rusia (4)
- Eslovaquia (1)
- Emiratos Árabes Unidos (2)
- Estados Unidos (10)

## Resultados
| Evento                | Oro               | Plata          | Bronce               |
| --------------------- | ----------------- | -------------- | -------------------- |
| Carrera de Drones FPV | Killian Rousseau  | Paweł Laszczak | Álex Zamora          |
| Paracaidismo          | Cédric Veiga Rios | Nick Batsch    | Abdulbari Al-Qubaisi |

## Medallero
| Rank               | País                   | Oro | Plata | Bronce | Total |
| ------------------ | ---------------------- | --- | ----- | ------ | ----- |
| 1                  | Francia                | 2   | 0     | 0      | 2     |
| 2                  | Estados Unidos         | 0   | 1     | 0      | 1     |
| 2                  | Polonia                | 0   | 1     | 0      | 1     |
| 4                  | Emiratos Árabes Unidos | 0   | 0     | 1      | 1     |
| 4                  | España                 | 0   | 0     | 1      | 1     |
| Totales (5 países) | Totales (5 países)     | 2   | 2     | 2      | 6     |